# Денніс Стюарт
Денніс Стюарт (англ. Dennis Stewart; нар. 12 травня 1960) — британський дзюдоїст, олімпійський медаліст.

## Виступи на Олімпіадах
| Олімпіада | Дисципліна           | Місце |
| --------- | -------------------- | ----- |
| Сеул 1988 | напівважка категорія | =3    |